# Ключи (Губахинский муниципальный округ)
Ключи — посёлок в Пермском крае России. Входит в Губахинский муниципальный округ.

## Географическое положение
Посёлок расположен на левом берегу реки Вильва, к северо-западу от города Губаха.

## Население
| 1963 | 2010 |
| ---- | ---- |
| 800  | ↘13  |

## История
С 2004 до 2012 гг. посёлок входил в Северо-Углеуральское городское поселение Губахинского района, с 2012 до 2022 гг. — в Губахинский городской округ.

## Топографические карты
- Лист карты O-40-31. Масштаб: 1 : 100 000. Состояние местности на 1982 год. Издание 1987 г.